# ФК «Крылья Советов» Куйбышев в сезоне 1944
Сезон 1944 — 3-й сезон «Крыльев Советов».

## Состав
|  | Союз Советских Социалистических Республик | Вр  | Павел Лобов       | 1922 |  |  |  |  |
|  | Союз Советских Социалистических Республик | Вр  | Алексей Росовский | 1923 |  |  |  |  |
|  |                                           |     |                   |      |  |  |  |  |
|  | Союз Советских Социалистических Республик | Защ | Игорь Антонов     | 1913 |  |  |  |  |
|  | Союз Советских Социалистических Республик | Защ | Михаил Людковский | 1913 |  |  |  |  |
|  | Союз Советских Социалистических Республик | Защ | Виктор Федосов    | 1915 |  |  |  |  |
|  | Союз Советских Социалистических Республик | Защ | Сергей Фурсов     | 1910 |  |  |  |  |
|  |                                           |     |                   |      |  |  |  |  |
|  | Союз Советских Социалистических Республик | ПЗ  | Борис Герасимов   | 1913 |  |  |  |  |
|  | Союз Советских Социалистических Республик | ПЗ  | Игорь Горшков     | 1921 |  |  |  |  |
|  | Союз Советских Социалистических Республик | ПЗ  | Виктор Новиков    | 1912 |  |  |  |  |
|  |                                           |     |                   |      |  |  |  |  |

| № |                                           | Поз. | Имя              | Год рождения |
| - | ----------------------------------------- | ---- | ---------------- | ------------ |
|   | Союз Советских Социалистических Республик | Нап  | Валентин Захаров | 1921         |
|   | Союз Советских Социалистических Республик | Нап  | Иван Пукало      | 1917         |
|   | Союз Советских Социалистических Республик | Нап  | Иван Рожков      | 1920         |
|   | Союз Советских Социалистических Республик | Нап  | Сергей Румянцев  | 1916         |
|   | Союз Советских Социалистических Республик | Нап  | Дмитрий Синяков  | 1921         |
|   | Союз Советских Социалистических Республик | Нап  | Владимир Теляк   | 1913         |
|   | Союз Советских Социалистических Республик | Нап  | Михаил Ходня     | 1915         |

## Кубок СССР
| 31 июля 1944 1/16 финала | Крылья Советов | 1:5 | Локомотив (Москва) | Куйбышев                               |
|                          |                |     |                    | Стадион: Наука Судья: Н.Вельс (Москва) |

## КубокВЦСПС
| 2 июля 1944 1/32 финала | Локомотив (Куйбышев) | 0:3 | Крылья Советов | Куйбышев                                        |
|                         |                      |     |                | Стадион: Локомотив Судья: И.Шурочкин (Куйбышев) |

| 23 июля 1944 1/16 финала | Крылья Советов | 0:3 | Трактор (Сталинград) | Куйбышев                                    |
|                          |                |     |                      | Стадион: Наука Судья: И.Шурочкин (Куйбышев) |

## Товарищеские встречи
| 18 июля 1944 | Крылья Советов (Куйбышев) | 1:3 | Крылья Советов (Москва) | Куйбышев                                    |
|              |                           |     |                         | Стадион: Наука Судья: И.Шурочкин (Куйбышев) |